# Aeroport d'Hamburg-Finkenwerder
|  | Aquest article tracta sobre l'aeroport privat. Vegeu-ne altres significats a «Aeroport d'Hamburg». |

L'Aeroport d'Hamburg-Finkenwerder' (IATA: XFW, ICAO: EDHI) és un aeroport privat situat a l'oest d'Hamburg (Alemanya que forma part de les instal·lacions d'Airbus Operations GmbH a Hamburg-Finkenwerder, a la riba de l'Elba. Té una sola pista, en la qual s'enlairen i aterren uns 10–15 vols al dia, que van des de vols de proves i entrega fins a transport de material i altres subministraments per a la fàbrica d'Airbus.